# فاطمة الزهراء زرواطي
فاطمة الزهراء زرواطي ولدت في 18 نوفمبر 1967 بعين الدفلى هي مهندسة دولة جزائرية في البيئة، كانت وزيرة للبيئة والطاقات المتجددة من 25 مايو 2017 حتى 2 يناير 2020. أنتخبت رئيس حزب تجمع أمل الجزائر تاج المعروف بحزب تاج في 27 سبتمبر 2020.

## السيرة الذاتية

### التدريب
تدربت فاطمة زهرة زرواطي في مجال البيئة والغابات؛ وكيفية حماية هذه الأخيرة من كل المخاطر التي قد تُهددها.

### المسار المهني
شغلت فاطمة زهرة زرواطي منصب صحفية في التلفزيون العام، حيث قدمت العديد من البرامج حول البيئة.
في عام 2002 عُينت رئيسة للاتحاد الوطني لحماية البيئة (يُعرف اختصارا بـ Fnpe).

### المسار السياسي
أصبحت رئيسة حزب تاج خلال المؤتمر الإستثنائي الذي عقد بالمركز الدولي للمؤتمرات في يوم 27 سبتمبر 2020 بعد تزكيتها بالأغلبية.
في 25 مايو 2017، عُينت كوزيرة للبيئة والطاقة المتجددة في الحكومة الجديدة لعبد المجيد تبون، حيث حلت محل السيد عبد القادر والي. لتُصبح بذلك العضوة الوحيدة التي تُمثل حزب تجمع أمل الجزائر في الحكومة.، كما حصلت على محفظة خلال التعديل الوزاري في آب/أغسطس عام 2017 في حكومة أويحيى العاشرة.